# Nariman bey Narimanbeyov
Nariman bey Narimanbeyov Hashim oglu (Azerí: Nəriman bəy Həşim bəy oğlu Nərimanbəyli, 1889-1937), también conocido como Nariman bey Narimanbeyli (Azerí: Nəriman bəy Nərimanbəyli), fue un abogado y político,  que desempeñó el Ministerio de Impuestos en el cuarto gabinete de la República Democrática de Azerbaiyán y fue miembro de la Asamblea Nacional.

## Vida privada
Narimanbeyov nació en 1889 en Şuşa, Azerbaiyán. Después de completar su educación secundaria en un liceo de Ereván donde su padre enseñaba, asistió a la universidad en Rusia y Ucrania, graduándose en la Facultad de Física y Matemáticas de la Universidad Estatal de Moscú y en la Facultad de Derecho de la Universidad de Járkov.
En el extranjero, fue miembro activo del movimiento de estudiantes revolucionarios de Azerbaiyán. En 1915, regresó a Azerbaiyán y trabajó como abogado. Narimanbeyov era también el presidente de la Sociedad de Beneficencia musulmana en Bakú.

## Política
En 1917, se unió al partido Musavat y fue elegido miembro de la fracción musulmana del Sejm o Comisariado Transcaucásico, que daría lugar a la República Democrática Federal de Transcaucasia. Fue miembro del Consejo Nacional de Azerbaiyán en vísperas de la declaración de independencia y votó a favor de establecer una república independiente.
Después del establecimiento de la República Democrática de Azerbaiyán el 28 de mayo de 1918, Narimanbeyov fue elegido miembro de la Asamblea Nacional de Azerbaiyán. Cuando el 14 de abril de 1919 se formó el cuarto gobierno de la República, presidido por Nasib Yusifbeyli, Narimanbeyov, fue nombrado Ministro de Impuestos.
Después de que los bolcheviques tomaran el poder en Azerbaiyán en abril de 2020, Narimanbeyov volvió a trabajar como asesor jurídico, pero pronto fue arrestado y se convirtió en otra víctima de la represión de la Gran Purga. Fue enviado al campo de prisioneros en las Islas Solovetsky, donde murió en 1937.